# Cornwall (Ontario)
Cornwall – miasto (city / cité) w Kanadzie, w prowincji Ontario, w hrabstwie Stormont, Dundas i Glengarry. Nazwa została nadana miastu na cześć Jerzego IV Hanowerskiego, księcia Kornwalii (ang. Cornwall).
Liczba mieszkańców Cornwall wynosi 45 965. Język angielski jest językiem ojczystym dla 64,2%, francuski dla 27,2% mieszkańców (2006)
W mieście rozwinął się przemysł drzewny, papierniczy, włókienniczy, chemiczny oraz elektrotechniczny.